# 카라샤르
카라샤르 (Qarasheher) 또는 언기(焉耆), 얀키는 오늘날 타림분지내의 타클라마칸 사막의 북쪽에 위치하던 토하라인들의 도시국가이다. 한나라 시절에 그것은 중요한 왕국이었다.
현재의 도시 얀치는 바그라시쿨 또는 바그락 호수의 서쪽 24 km에 있다. 호수는 동서쪽으로 81 km 남북쪽으로 48 km이며 면적은 1000평방 킬로미터로 중아아시아 최대의 호수이다. 한나라 시절에는 고기가 많다고 기록되어있다. 호수는 카이두 강과 코를라를 지난 콘체(공작) 강에서 물이 유입된다. 그리고 사막을 가로질러서 로프 누르로 흘러간다. 지역에는 수많은 작은 호수가 있다.